# Voltaire et l'Affaire Calas

Voltaire et l'Affaire Calas est un téléfilm franco-suisse de 2007, réalisé par Francis Reusser et écrit par Alain Moreau.

## Synopsis
À Toulouse, en 1761, Marc-Antoine Calas est découvert mort étranglé dans la maison familiale. Son père, le calviniste Jean Calas, injustement accusé de l'avoir tué pour l'empêcher de se convertir au catholicisme, est condamné à mort. Il sera roué, étranglé et brûlé. Voltaire fera de ce « fait divers » un symbole de l'intolérance et du fanatisme. De ce procès découlera son célèbre traité sur la Tolérance publié en 1763.

## Fiche technique
- Réalisateur : Francis Reusser
- Scénariste : Alain Moreau
- Musique : Line Adam
- Montage : Jean Reusser
- directeur de la photographie : Pierre Dupouey
- Durée : 92 minutes
- Dates de diffusion :
  -  Suisse : le 4 avril 2007 sur la Télévision suisse romande (TSR), qui l'a coproduit
  -  France : le 23 janvier 2009 sur Arte

## Distribution
- Claude Rich : Voltaire
- Barbara Schulz : Marie Corneille
- François Germond : Jean Calas
- Pascale Rocard : Marie Calas
- Carlo Brandt : David de Baudrigue